# ديفيد غيليسبي
ديفيد غيليسبي (بالإنجليزية: David Gillespie)‏ هو أخصائي أمراض باطنية ‏ وسياسي أسترالي، ولد في 20 ديسمبر 1957 في كانبرا في أستراليا. حزبياً، نشط في الحزب الوطني الأسترالي. وقد انتخب عضو مجلس النواب الأسترالي عن دائرة Division of Lyne ‏ (7 سبتمبر 2013 – ).

## وصلات خارجية
- الموقع الرسمي